# Protmesibasis yerberyi
Protmesibasis yerberyi är en insektsart som beskrevs av Van der Weele 1909. Protmesibasis yerberyi ingår i släktet Protmesibasis och familjen fjärilsländor. Inga underarter finns listade i Catalogue of Life.